# موینفوس
موینفوس (به انگلیسی: Mevinphos) یک ترکیب شیمیایی با شناسه پاب‌کم ۵۳۵۵۸۶۳ است. شکل ظاهری این ترکیب، مایع بی‌رنگ است.